# Mitch Nichols
Mitch Nichols (Southport, Austràlia, 1 de maig de 1989) és un futbolista australià que juga com a migcampista. Va disputar 5 partits amb la selecció d'Austràlia.

## Estadístiques
| Selecció d'Austràlia | Selecció d'Austràlia | Selecció d'Austràlia |
| Anys                 | Partits              | Gols                 |
| -------------------- | -------------------- | -------------------- |
| 2009                 | 1                    | 0                    |
| 2010                 | 0                    | 0                    |
| 2011                 | 0                    | 0                    |
| 2012                 | 0                    | 0                    |
| 2013                 | 3                    | 0                    |
| 2014                 | 1                    | 0                    |
| Total                | 5                    | 0                    |